# Lionel Pape
Lionel Pape (17 de abril de 1877-21 de octubre de 1944) fue un actor teatral y cinematográfico británico.

## Biografía
Nacido en Brighton, Inglaterra, su nombre completo era Edward Lionel Pape. Más adelante instalado en los Estados Unidos, Pape participó como actor en ocho películas mudas, las cuatro primeras estrenadas en 1915. Su último film mudo fue Le Douzième Juré, de Roland West, en el que actuaban Jewel Carmen y Kenneth Harlan, y que se estrenó en 1921.
Aparte de ello, siguió la carrera teatral, actuando en el circuito de Broadway desde 1912 a 1935, formando parte del reparto de diecisiete piezas teatrales y de dos comedias musicales. De entre ellas destaca The Last of Mrs. Cheyney, de Frederick Lonsdale, con 385 representaciones desde noviembre de 1925 a octubre de 1926, y en la cual actuaban Felix Aylmer y Ina Claire.
Dedicado al teatro, Pape no volvió al cine hasta 1935, rodando otros cincuenta filmes, el último de ellos estrenado en 1942. Seis de sus películas fueron dirigidas por John Ford, entre ellas Mary of Scotland (1936, con Katharine Hepburn) y ¡Qué verde era mi valle! (1941, con Walter Pidgeon y Maureen O'Hara). Otras cuatro las dirigió George Cukor, como por ejemplo The Philadelphia Story (1940, con Cary Grant, Katharine Hepburn y James Stewart).
También destacaron de entre sus filmes El príncipe y el mendigo de William Keighley (1937, con Errol Flynn y Claude Rains); Bluebeard's Eighth Wife, de Ernst Lubitsch (1938, con Claudette Colbert y Gary Cooper) y The Hound of the Baskervilles, de Sidney Lanfield (1939, con Basil Rathbone y Nigel Bruce).
Pape falleció en Woodland Hills, California, en 1944.

## Teatro en Broadway (íntegro)
- 1912-1913 : Fanny's First Play, de George Bernard Shaw, con Maurice Elvey, Walter Kingsford y Elisabeth Risdon
- 1913 : General John Regan, de George A. Birmingham
- 1916 : Una mujer sin importancia, de Oscar Wilde, con Ivan F. Simpson
- 1920 : The Young Visitors, de Mrs George Norman y Margaret MacKenzie, escenografía de John Cromwell
- 1921 : June Love, música de Rudolf Friml, letras de Brian Hooker, Otto Harbach y William H. Post
- 1922 : The Faithful Heart, de Monckton Hoffe
- 1923 : Lady Butterfly, música de Werner Janssen, letras de Clifford Grey, con Marjorie Gateson
- 1924 : The Second Mrs. Tanqueray, de Arthur Wing Pinero, con Ethel Barrymore y Henry Daniell
- 1925-1926 : The Last of Mrs. Cheyney, de Frederick Lonsdale, con Felix Aylmer, Ina Claire, Helen Hayes y Roland Young
- 1928-1929 : The High Rose, de Frederick Lonsdale, con Edna Best, Herbert Marshall y John Williams
- 1930 : Suspense, de Patrick MacGill
- 1930 : As Good as New, de Thompson Buchanan, con Marjorie Gateson y Otto Kruger
- 1931 : Heat Wave, de Roland Pertwee, con Henry Daniell, Basil Rathbone y Selena Royle
- 1931 : Payment Deferred, de Jeffrey Dell, con Elsa Lanchester y Charles Laughton
- 1932 : The Fatal Alibi, de Michael Morton, adaptación de El asesinato de Roger Ackroyd, de Agatha Christie, con Lowell Gilmore, Helen Vinson, Jane Wyatt y Charles Laughton
- 1933-1934 : The Lake, de Dorothy Massingham y Murray MacDonald, con Blanche Bates, Lucy Beaumont, Colin Clive, Katharine Hepburn, Rosalind Ivan, Philip Tonge y O. Z. Whitehead
- 1934 : While Parents Sleep, de Anthony Kimmins, con Ilka Chase y Alan Marshal
- 1934-1935 : Birthday, de Aimee Stuart y Philip Stuart, con Louis Calhern y Peggy Wood
- 1935 : The Simpleton of the Unexpected Isles, de George Bernard Shaw, con Romney Brent y Alla Nazimova

## Selección de su filmografía
- 1915 : Evidence, de Edwin August
- 1920 : The New York Idea, de Herbert Blaché
- 1920 : The Sporting Duchess, de George Terwilliger
- 1921 : Nobody, de Roland West
- 1935 : Two for Tonight, de Frank Tuttle
- 1935 : Sylvia Scarlett, de George Cukor
- 1935 : The Man Who Broke the Bank at Monte Carlo, de Stephen Roberts
- 1936 : Mary of Scotland, de John Ford
- 1936 : The White Angel, de William Dieterle
- 1936 : A Woman Rebels, de Mark Sandrich
- 1936 : Little Lord Fauntleroy, de John Cromwell
- 1936 : Camille, de George Cukor
- 1936 : The Plough and the Stars, de John Ford
- 1936 : Beloved Enemy, de H. C. Potter
- 1937 : Angel, de Ernst Lubitsch
- 1937 : The King and the Chorus Girl, de Mervyn LeRoy
- 1937 : Slave Ship, de Tay Garnett
- 1937 : El príncipe y el mendigo, de William Keighley
- 1937 : Wee Willie Winkie, de John Ford
- 1938 : The Big Broadcast of 1938, de Mitchell Leisen
- 1938 : Outside of Paradise, de John H. Auer
- 1938 : The Rage of Paris, de Henry Koster
- 1938 : The Young in Heart, de Richard Wallace
- 1938 : Bluebeard's Eighth Wife, de Ernst Lubitsch
- 1939 : Midnight, de Mitchell Leisen
- 1939 : The Hound of the Baskervilles, de Sidney Lanfield
- 1939 : Fifth Avenue Girl, de Gregory La Cava
- 1939 : Eternally Yours, de Tay Garnett
- 1939 : Drums Along the Mohawk, de John Ford
- 1939 : Rulers of the Sea, de Frank Lloyd
- 1939 : Raffles, de Sam Wood
- 1940 : Zanzibar, de Harold D. Schuster
- 1940 : Arise, My Love, de Mitchell Leisen
- 1940 : The Long Voyage Home, de John Ford
- 1940 : Congo Maisie, de H. C. Potter
- 1940 : A Dispatch from Reuter's, de William Dieterle
- 1940 : The Philadelphia Story, de George Cukor
- 1940 : Tin Pan Alley, de Walter Lang
- 1941 : Hudson's Bay, de Irving Pichel
- 1941 : Scotland Yard, de Norman Foster
- 1941 : Un rostro de mujer, de George Cukor
- 1941 : Charley's Aunt, de Archie Mayo
- 1941 : Dr. Jekyll and Mr. Hyde, de Victor Fleming
- 1941 : ¡Qué verde era mi valle!, de John Ford
- 1942 : Almost Married, de Charles Lamont